# Julio González Pola
Julio González Pola (Oviedo, 25 de Novembro de 1865 - Madrid, 11 de Maio de 1929) foi um escultor espanhol.

## Biografia
Julio González-Pola García nasceu em Oviedo, a 25 de Novembro de 1865, numa família militar. Iniciou a sua carreira artística na Escola de Artes e Ofícios de Oviedo e, em Madrid, continuou a sua formação na Escola de Pintura, Escultura e Gravura, onde estudou com o mestre Juan Samsó Lengluy.
Ao longo da sua carreira Julio González-Pola ocupou vários cargos culturais, tais como Vice-Presidente do Círculo de Belas Artes, Presidente em exercício do mesmo Círculo entre Junho e Outubro de 1920, e Secretário da Sociedade de Pintores e Escultores.
Morreu em Madrid a 11 de Maio de 1929.

## Obra
Foi um dos principais membros da corrente conhecida como a vanguarda histórica. É especialista em obras monumentais e comemorativas erigidas para heróis militares de várias cidades de Espanha e da América Latina.

### Trabalhos em coleções públicas
- Monumento aos Mártires da Pátria, "Patria", 1910, Parque del Oeste, Madrid
- Monumento aos heróis de Puente Sampayo, 1911, Pontevedra
- Monumento ao Capitão Melgar, 1911, Praça do Oriente, Madrid
- Monumento aos Heróis de Caney, 1915, Madrid
- Monumento a D. Mariano Suárez-Pola, 1915, Luanco, Astúrias
- Monumento a Cervantes, 1916, Panamá
- Monumento aos heróis de Cavite e Santiago de Cuba, 1923, Cartagena, Murcia
- Monumento à Duquesa da Vitória, 1925, Madrid e Cádis
- Monumento ao Comandante Benítez, 1926, Jardins do Paseo do Parque, Málaga
- Monumento ao General José María de Córdoba, 1926, Rionegro, Colômbia
- Monumento à Batalha de Ayacucho, 1930, Bogotá, Colômbia
- Monumento a Salvador Brau, Porto Rico
- Monumento a Román Baldorioty de Castro, Porto Rico

### Exposições
Participou nas Exposições Nacionais e recebeu uma terceira medalha na edição de 1897, uma segunda na edição de 1901 e uma primeira em 1908, esta última pelo seu projecto de monumento à pátria, em memória das guerras coloniais.

## Galeria de imagens

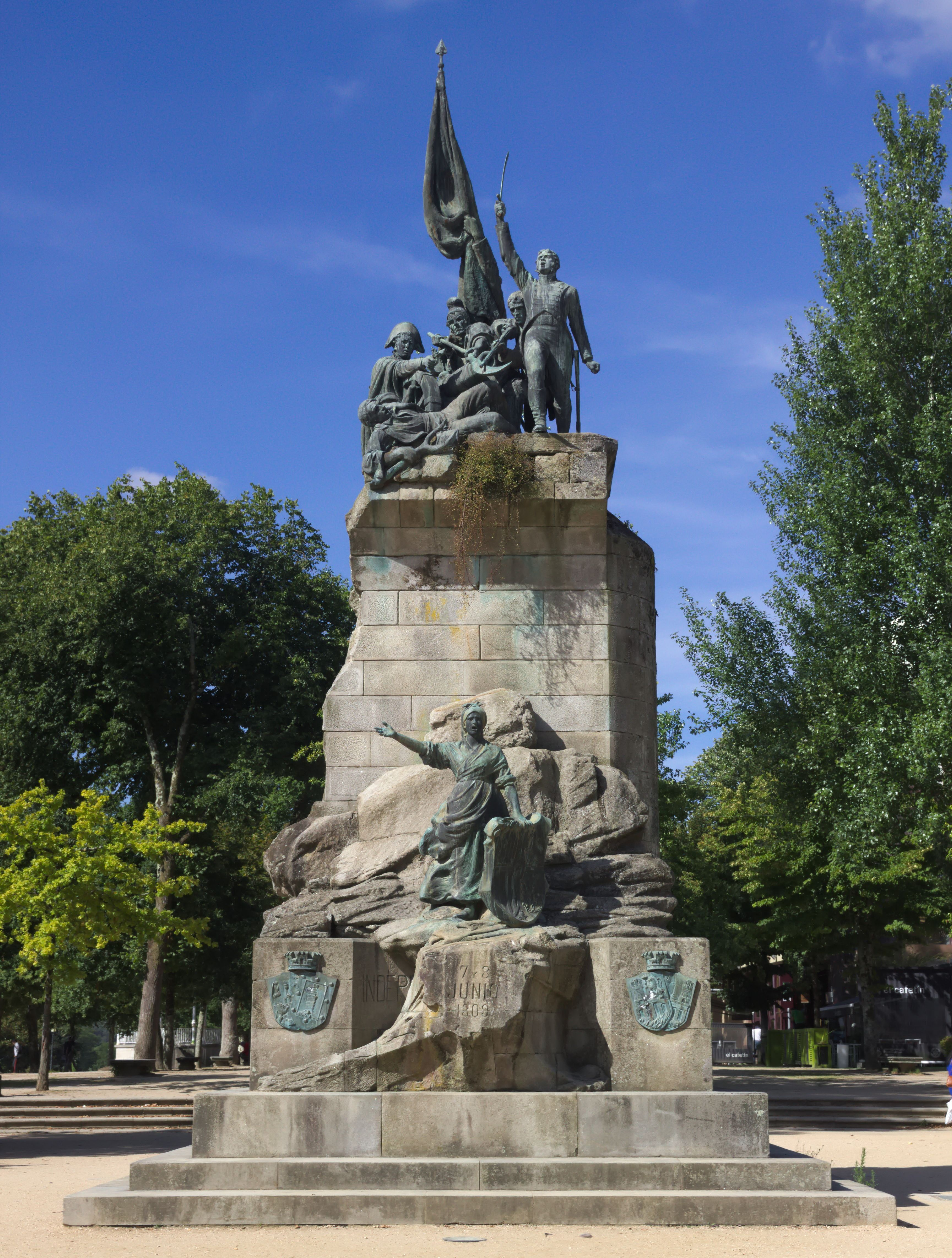
Monumento aos heróis de Puente Sampayo em Pontevedra
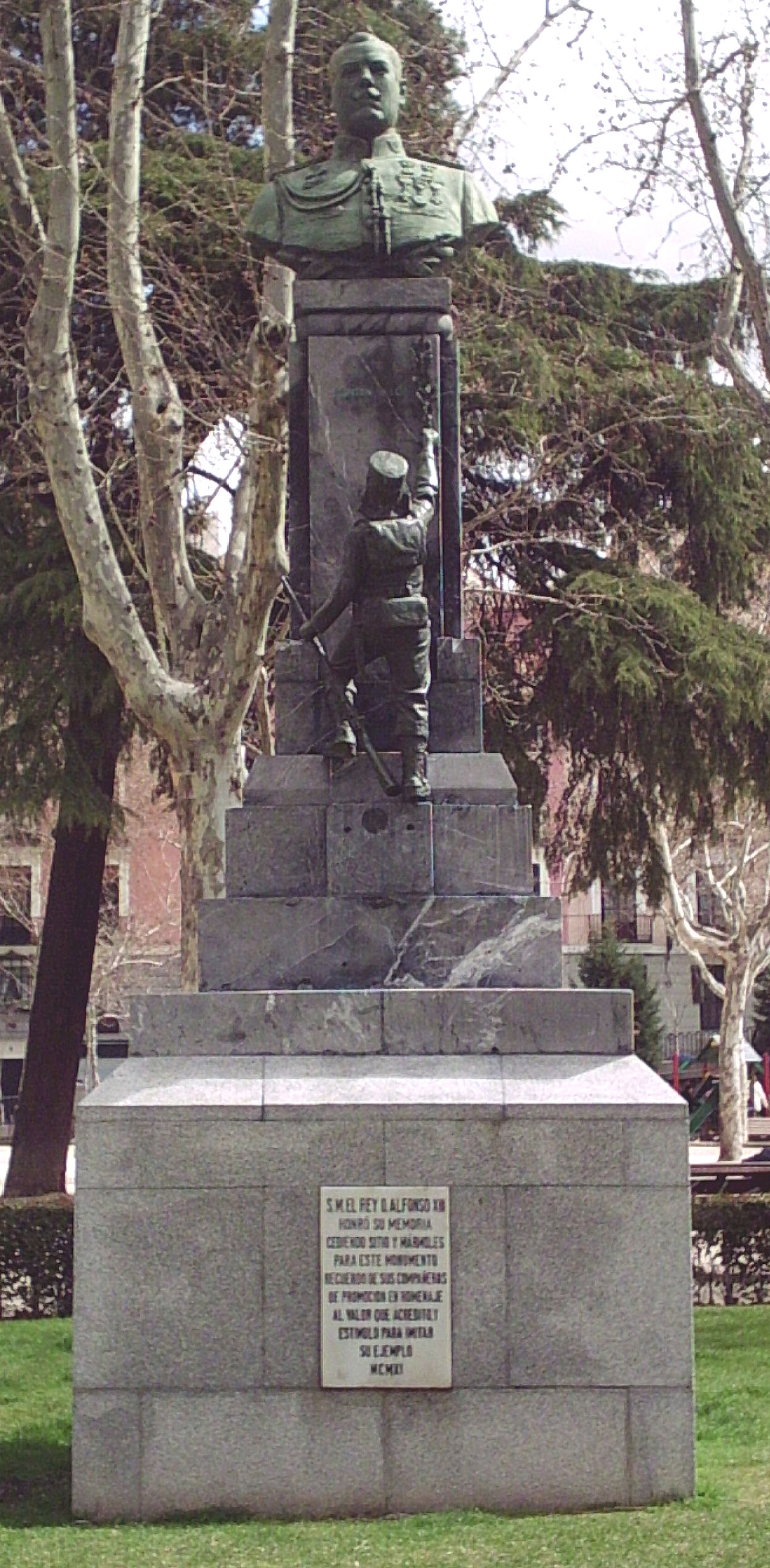
Monumento ao Capitão Melgar em Madrid
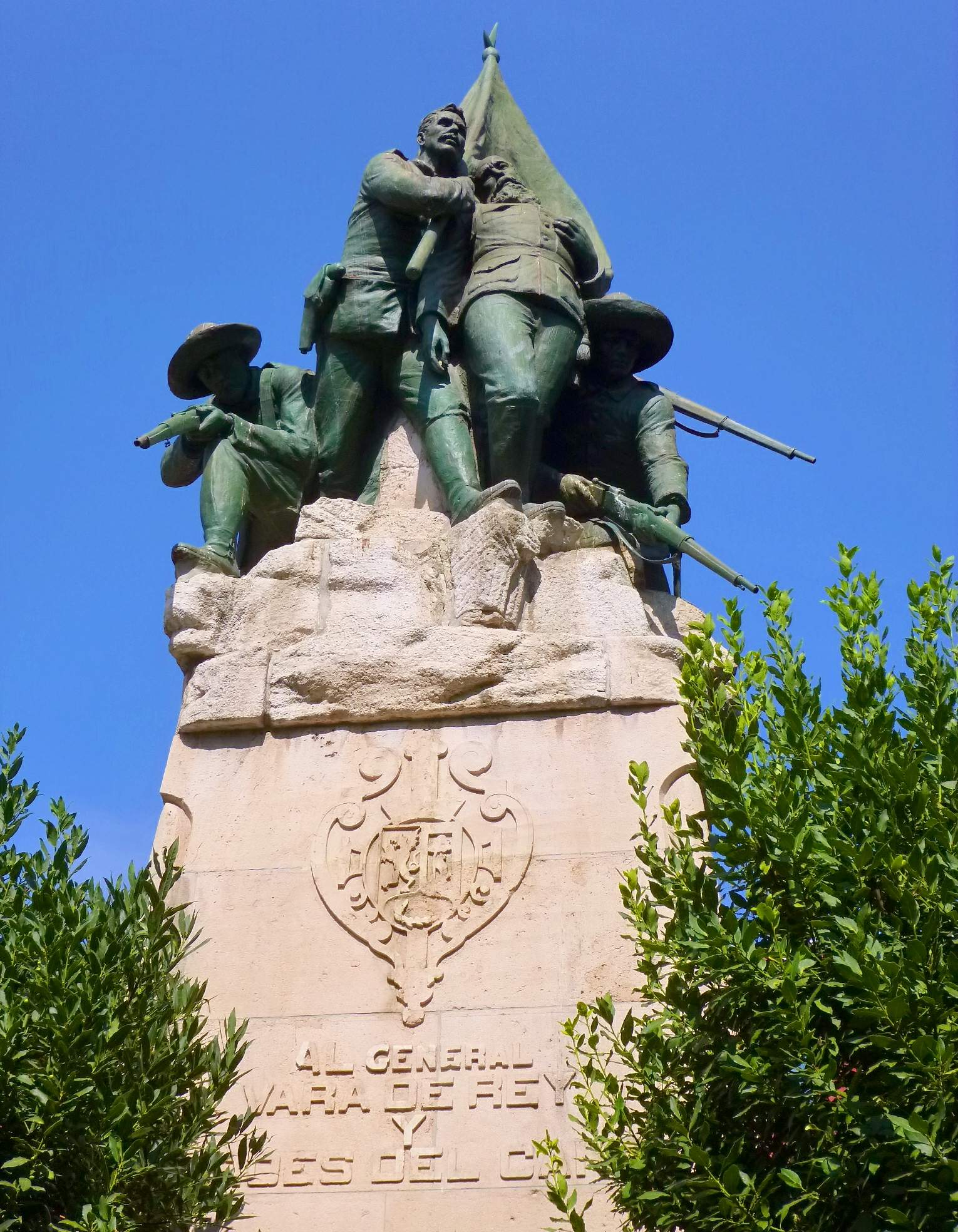
Monumento aos Heróis de Caney em Madrid
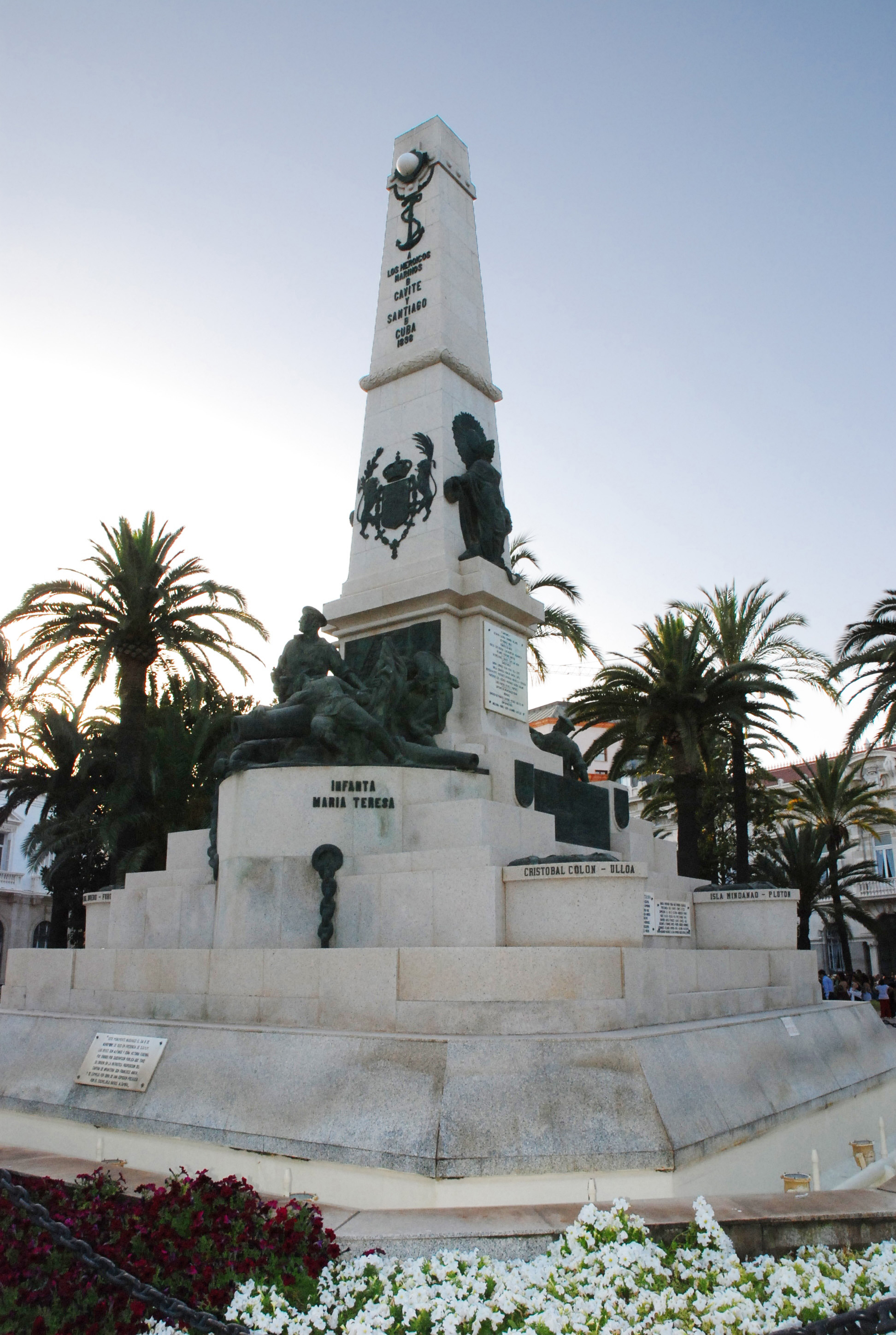
Monumento aos heróis de Cavite em Cartagena
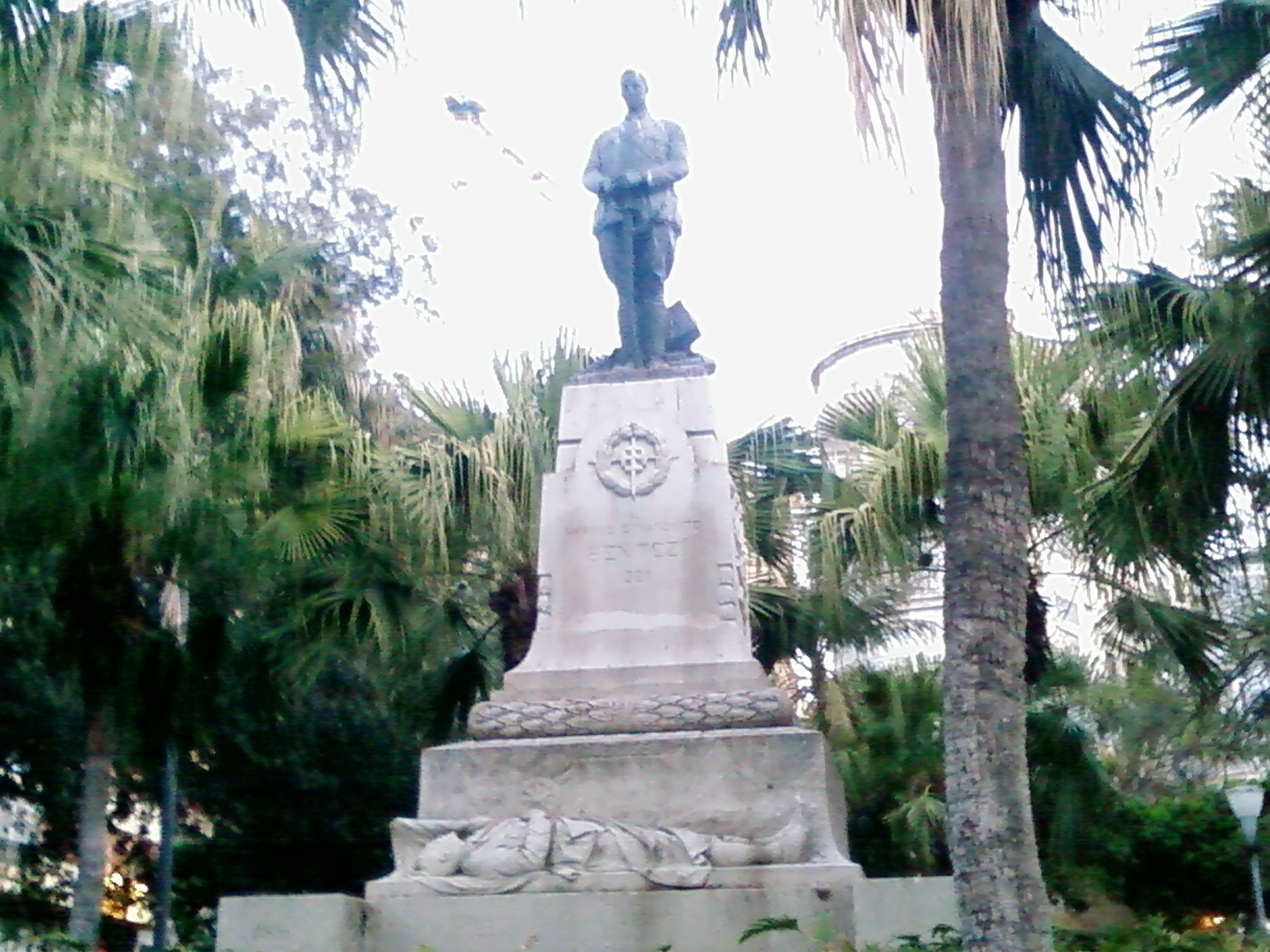
Monumento ao Comandante Benítez em Málaga